# 基什希卡托尔
基什希卡托尔，是匈牙利包尔绍德-奥包乌伊-曾普伦州所辖的一个村。总面积10.38平方公里，总人口326，人口密度31.4人/平方公里（2011年1月1日）。